# لوحة السلة

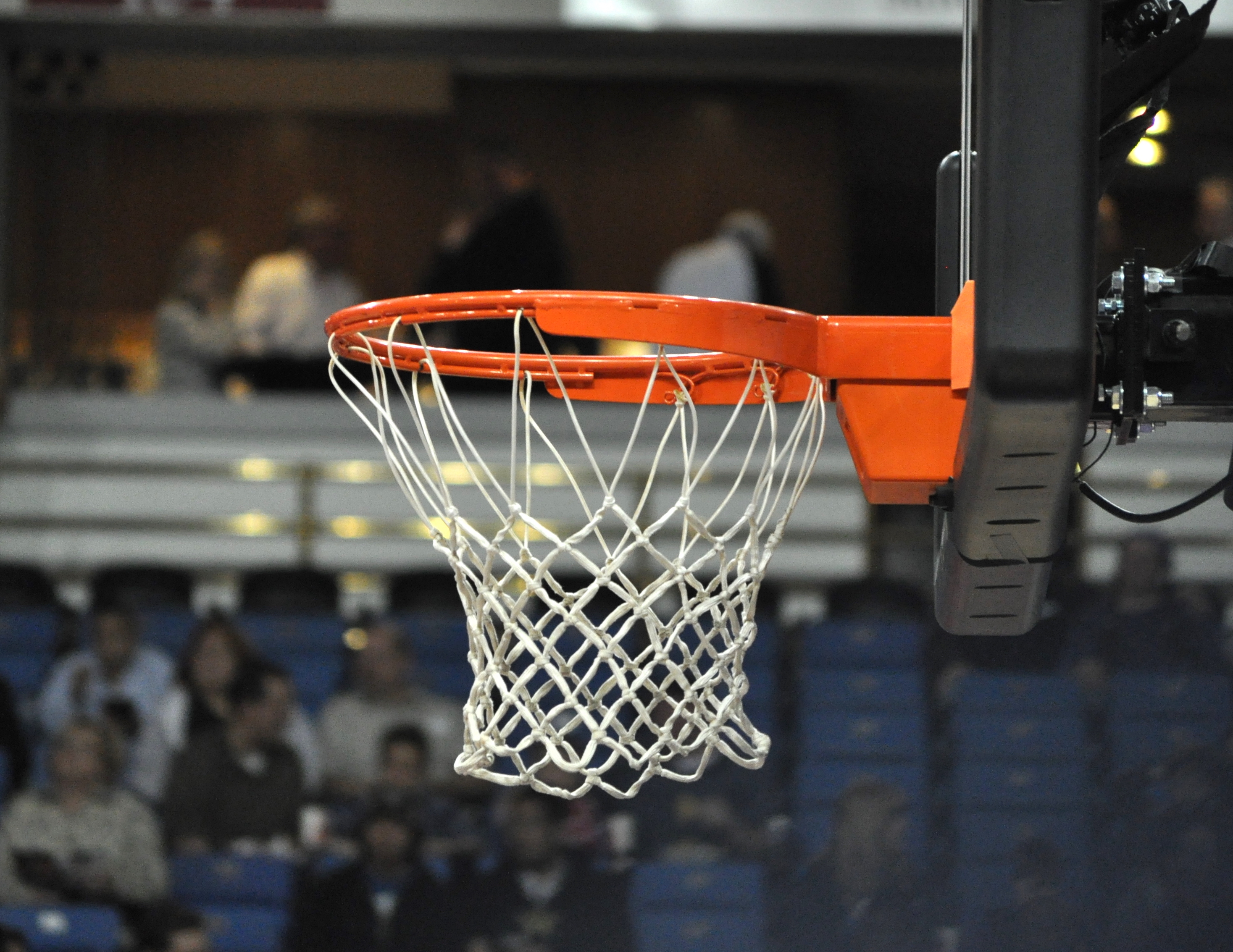
حلقة سلة محترفين نموذجية مثبتة على لوحة السلة

لوحة السلة هي قطعة من معدات كرة السلة. وهي لوح عمودي مرتفع تثبت به سلة مكونة من شبكة تتدلى من السلة. وهي مصنوعة من لوح مسطح صلب، يغلب أن تكون من زجاج شبكي أو زجاج مقسى والذي يتميز أيضًا بخصائص زجاج الأمان عند تحطمه عن طريق الخطأ. عادة ما تكون مستطيلة كما هي مستخدمة في الدوري الأمريكي لكرة السلة للمحترفين، والرابطة الوطنية لرياضة الجامعات وكرة السلة الدولية. قد تكون اللوحة الخلفية في البيئات الترفيهية بيضوية أو على شكل مروحة